# Рогашка-Слатина (община)
Рогашка-Слатина (словен. Občina Rogaška Slatina) — один из муниципалитетов юго-восточной части Словении. Административным центром является город Рогашка-Слатина.

## Население
В 2011 году в общине жило 11 031 человек, 5564 мужчины и 5467 женщин. Численность экономически активного населения (по месту проживания) составляла 4699 человек.
Средняя ежемесячная заработная плата составляла 798,12 евро (по всей Словении — 987,39). Приблизительно каждый второй житель имеет автомобиль (51 автомобиль на 100 жителей). Средний возраст жителей — 40,7 лет (по всей Словении — 41,8).